# چک‌های استرالیایی
چک‌های استرالیایی (نام علمی: Epthianura) نام یک سرده از خانواده عسل‌خوار است.